# 鮑偉聰
鮑偉聰（英語：Alex Pao Wai-chung，1966年3月13日—），香港電視節目編劇。 
祖籍廣東中山，1983年畢業於金文泰中學，1988年畢業於香港中文大學 新亞書院 歷史系（與時事評論員劉細良為同學）。曾先後任職亞洲電視、電視廣播有限公司、香港電視網絡編劇，已經離港到英國。

## 編審/編劇

### 電視劇
| 年份 | 名稱                                     |
| ---- | ---------------------------------------- |
| 1994 | 笑看風雲、壹號皇庭III                    |
| 1995 | 男人四十一頭家                           |
| 1996 | 天地男兒                                 |
| 1997 | 迷離檔案                                 |
| 1998 | 天地豪情 、難兄難弟之神探李奇 、新上海灘 |
| 1999 | 非常保鑣、命轉情真                       |
| 2000 | 男親女愛                                 |
| 2001 | 公私戀事多                               |
| 2002 | 撲水冤家、談談情·練練武                  |
| 2003 | 皆大歡喜                                 |
| 2008 | 珠光寶氣                                 |
| 2014 | 來生不做香港人                           |
| 2015 | 惡毒老人同盟、夜班                       |

### 電影
- 2000年《愛我別走》
- 2001年《跑馬地的月光》、《月滿抱西環》
- 2004年《鐵翼驚情》
- 2019年《小Q》
- 2021年《一級指控》

## 主持
2021年聰心直說

## 外部連結
- 鮑偉聰的Facebook專頁
- YouTube上的鮑偉聰【聰心直說】頻道